# Ali Akbar Salehi
Ali Akbar Salehi (Kerbela, 24 marzo 1949) è un politico e diplomatico iraniano, attualmente direttore dell'Organizzazione Iraniana per l'Energia Atomica (AEOI) dal 16 agosto 2013, dopo che aveva già ricoperto tale incarico dal 16 luglio 2009 al 13 dicembre 2010. Inoltre è stato Ministro degli Affari Esteri dell'Iran dal 2010 al 2013, nel governo di Mahmud Ahmadinejad. È stato anche rappresentante del suo Paese nell'Agenzia internazionale per l'energia atomica dal 1998 al 2003.

## Vita e carriera
È nato il 24 marzo del 1949 a Karbala, Iraq dove la sua famiglia si era trasferita per motivi lavorativi. Ha conseguito il titolo di BSc all'Università Americana di Beirut e un Ph.D. al Massachusetts Institute of Technology nel 1977. Salehi è stato anche professore associato nella Università di Sharif, membro della Academy of Sciences of Iran e dell'International Centre for Theoretical Physics in Italia.

## Missioni diplomatiche

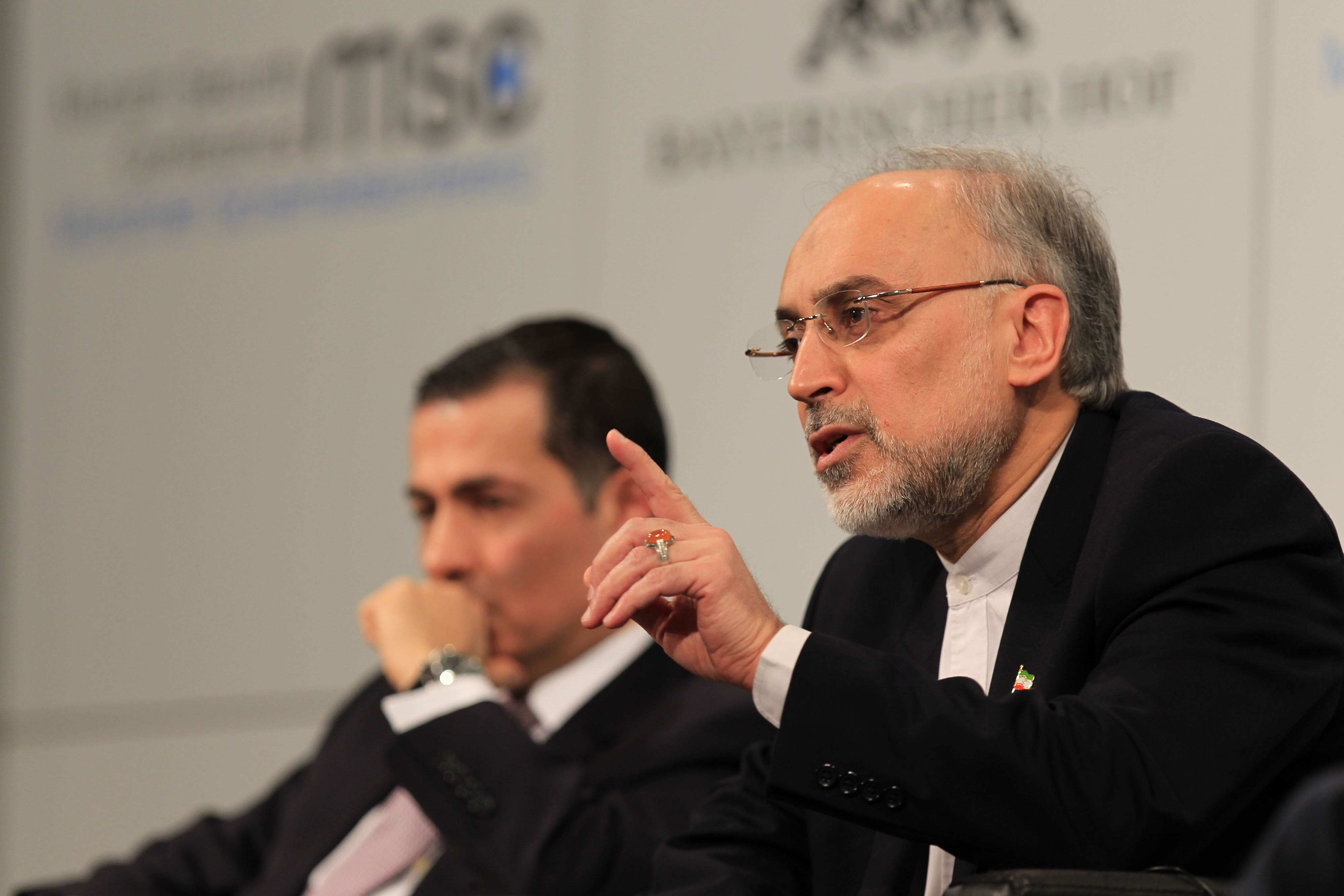
Ali Akbar Salehi a Monaco di Baviera nel 2013

Ali Akbar Salehi ha svolto il ruolo di diplomatico del Ministero degli Esteri iraniano come:

### Rappresentante permanente presso l'AIEA
È stato nominato rappresentante permanente dell'Iran presso International Atomic Energy Agency dal Presidente Mohammad Khatami nel marzo del 1997 e ha mantenuto questa carica sino al 22 agosto del 2005. Fu proprio Salehi a firmare, il 18 dicembre del 2003, il Protocollo aggiuntivo del Trattato di Non Proliferazione, successivamente mai ratificato dall'Iran. Egli è stato sostituito da Ali Asghar Soltanieh.

### Vicesegretario dell'OIC
È stato Vicesegretario dell'Organizzazione della cooperazione islamica sotto Ekmeleddin İhsanoğlu dal 2007 al 2009. Si è dimesso nel luglio del 2009 per divenire capo dell'AEAI.

### Capo dell'Agenzia Atomica dell'Iran
Nominato a capo dell'AEAI il 16 luglio del 2009 dal Presidente Mahmoud Ahmadinejad, ha preso il posto di Gholam Reza Aghazadeh. Come detto, in questa posizione è stato soggetto alle sanzioni da parte dell'UE e della Gran Bretagna per il suo contributo al programma nucleare iraniano. Salehi si è dimesso da capo dell'AEAI il 23 gennaio del 2011, quando Ahmadinejad lo ha nominato Ministro degli Esteri. Il suo posto è stato preso dallo scienziato Fereydoon Abbasi, anch'egli sotto sanzione internazionale per il suo contributo al programma nucleare militare dell'Iran (risoluzione ONU 1747 del 24 marzo del 2007)

### Ministro degli Esteri
Nominato Ministro degli Esteri il 13 dicembre del 2010 da Ahmadinejad, ha preso il posto di Manouchehr Mottaki rimosso dal suo incarico senza preavviso mentre si trovava in un viaggio ufficiale in Africa. Salehi è il solo Ministro che non è stato sostituito dopo la contestata rielezione di Ahmadinejad nel 2009. 

### Coinvolgimento nel programma nucleare
Secondo quanto dichiarato da David Albright, responsabile del Think Tank ISIS, Ali Akhbar Salehi sarebbe stato a conoscenza del programma nucleare iraniano sin da quando era a capo dell'Università di Sharif nel 1991. In quegli anni, infatti, Salehi avrebbe lavorato a stretto contatto con il Physics Research Center, centro che faceva da ombrello al Ministero della Difesa iraniano nella coordinazione delle attività nucleari clandestine del paese. Salehi, in particolare, avrebbe coperto la compravendita di materiale utile al programma nucleare militare dell'Iran, facendo in modo che le importazioni dei materiali per il programma nucleare avessero una copertura "civile" a scopi di ricerca. In realtà, secondo Albright, le importazioni venivano fatte per conto del Physics Research Center e a fini militari.